# Saint-Vaast (La Louvière)
Saint-Vaast (wa. Sint-Vå) – dzielnica (section) miasta La Louvière w Belgii, w Regionie Walońskim, w prowincji Hainaut, w okręgu La Louvière. 1 stycznia 2020 roku liczyła 6272 mieszkańców. Do 31 grudnia 1976 samodzielna gmina.

## Demografia
Liczba mieszkańców, stan na 1 stycznia:
| Rok                | 1930 | 1947 | 1961 | 2020 |
| ------------------ | ---- | ---- | ---- | ---- |
| Liczba mieszkańców | 2454 | 3022 | 4116 | 6272 |